# Mihai Găinușă
Mihai Găinușă (n. 6 noiembrie 1970, Sibiu) este un realizator și prezentator român de radio și televiziune.

## Biografie
A absolvit cursurile Școlii Superioare de Jurnalism, licențiat în presă scrisă la Facultatea de Jurnalism, și a avut o bursa media la Paris.   
Între anii 1995 și 2000 a lucrat la Radio Delta RFI, la Știri, dar și la emisiunile Săptămâna nebunilor și Colivia cu studenți.  
Din 1997 a contribuit la emisiunea TV Chestiunea Zilei, prezentată de Florin Călinescu.  
Între anii 2000 și 2003 a realizat matinalul radio Cronica Cârcotașilor la Radio 21.  
Din 2003 până în 2014 a făcut show-ul matinal la Kiss FM. A colaborat cu publicații, ca editorialist, la ProSport și Academia Catavencu. 
Din februarie 2001 până în iulie 2014, Mihai Găinușă a scris si prezentat emisiunea TV Cronica Cârcotașilor la Prima TV.
Din septembrie 2014 până în iulie 2015, Mihai Găinușă a realizat și prezentat emisiunea matinală de la Radio 21, Cusurgiii.  De asemenea, în toamna 2015 a realizat show-ul satiric zilnic, de luni până joi, cu același nume, Cusurgiii, la Prima TV.
Din decembrie 2015 până în 2017, Mihai Găinușă a produs și prezentat matinalul 7 dimineața la Radio Seven.
În 2016-2017 a realizat Știrile de mâine la TVR1.
Din aprilie 2018 realizează Matinal Efervescent, la Național FM, împreună cu Oana Paraschiv.

## Volume
- Trialoguri cârcotașe (2003)
- Cotcodăceli (2004)
- Fără cap și fără coadă - Editura Humanitas (2007)
- Povestiri mortale (2009)
- Scândura de frizerie (2010) - Editura Polirom[3][4][5]
- Jurnal din viitor (2011) - Editura Nemira
- "Răpirea Parisiei și alte povestiri"(2022)-Editura Polirom